# Capillamentum
Capillamentum là một chi bướm đêm thuộc họ Noctuidae.

## Các loài
- Capillamentum galleyi Laporte, 1984
- Capillamentum nigrofasciatum Pinhey, 1956